# Nefertiabet
Nefertiabet (nfr.t ỉ3b.t, "Bella de l'Orient") va ser una princesa egípcia de la IV Dinastia. Segurament el rei Khufu era el seu pare.

## Tomba
La seva tomba (G 1225) es troba al camp occidental de la necròpolis de Guiza. La mastaba amida 24,25 x 11,05 m.

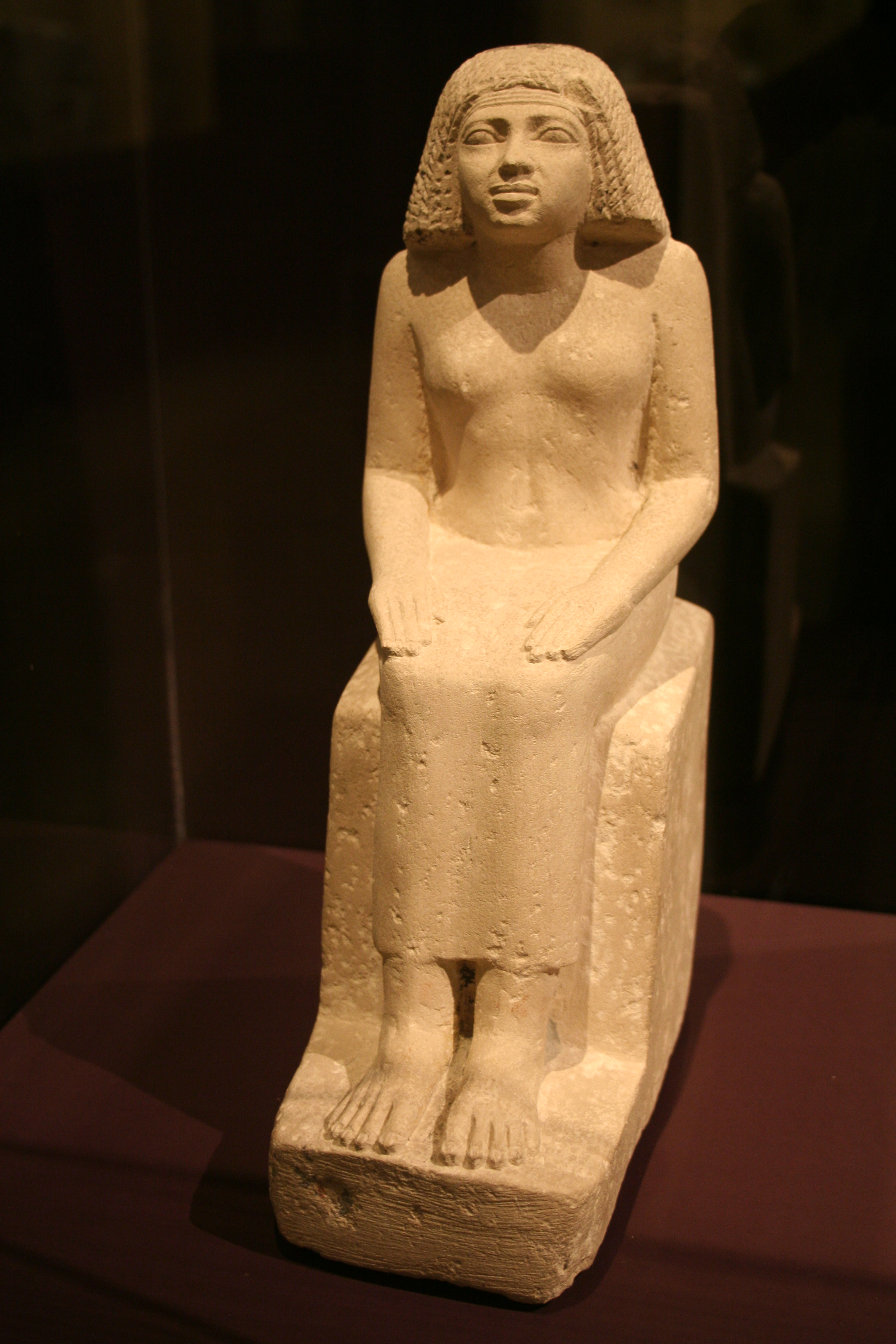
Estàtua de Nefertiabet.

Existeix una estàtua que la representa, avui a Múnic, que probablement va sortir de la seva tomba. Hi ha també una coneguda estela de llosa, avui al Louvre, que representa la princesa. En aquesta estela Nefertiabet hi apareix asseguda cap a la dreta. Se la representa amb una llarga perruca i un vestit de pell de pantera. Una taula d'ofrenes davant seu està plena de canyes, com és habitual en la iconografia del període i que indica genèricament els productes del camp, així com altres productes alimentaris. Sota la taula hi ha d'altres ofrenes que inclouen roba i ungüent, a l'esquerra, i a la dreta ofrenes de pa, cervesa, òrix i bous. A la dreta de la llosa s'hi representa una llista de lli.

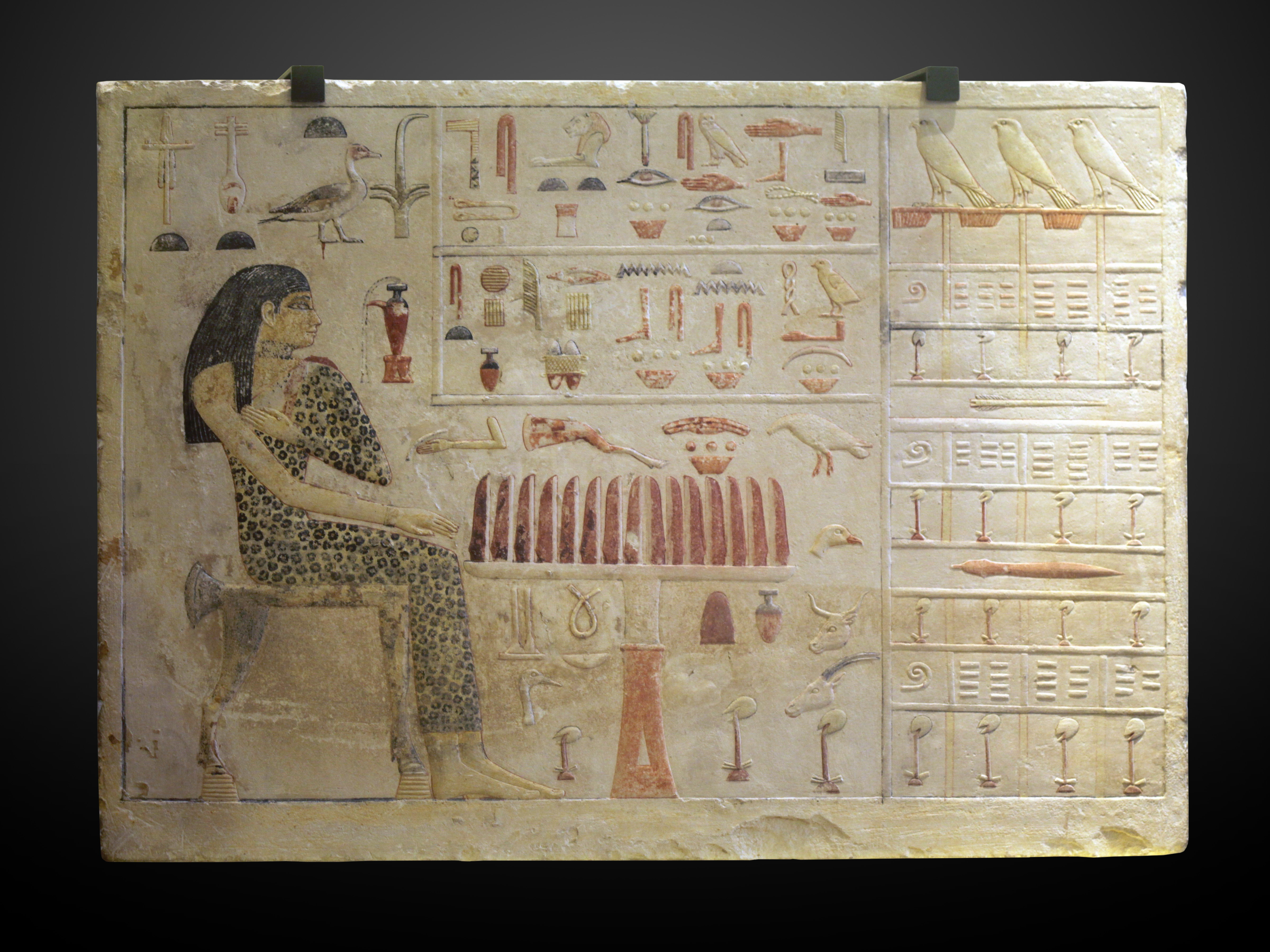
L'estela de Nefertiabet trobada a la seva tomba de Guiza.

A la tomba originalment hi havia una fossa que contenia l'enterrament de Nefertiabet. La fossa està composta d'un passatge i una cambra. S'hi van trobar fragments d’un fèretre de pedra calcària blanca de tapa plana. En una de les cantonades de la cambra s’havia excavat un pou canòpi. La cambra contenia diversos bols i pots. Posteriorment s'hi va afegir un annex amb un pou funerari addicional, però es va trobar buit.